# SMS Kaiser Barbarossa
SMS Kaiser Barbarossa byla bitevní loď typu predreadnought třídy Kaiser Friedrich III. postavená pro německé císařské námořnictvo na přelomu 19. a 20. století v rámci programu expanze námořnictva. Stavba probíhala v loděnici Schichau-Werke v Gdaňsku, kde byl kýl lodi položen v srpnu 1898, na vodu byla spuštěna 21. dubna 1900 a uvedena do služby v červnu 1901. Výzbroj tvořily hlavní baterie čtyř děl ráže 240 mm ve dvou dělových věžích.
Kaiser Barbarossa sloužil u německého námořnictva od svého uvedení do služby v roce 1901, ačkoli jeho aktivní kariéra byla omezena dvěma dosti dlouhými pobyty v suchém doku. První (oprava po poškození kormidla v roce 1903) se protáhl do začátku roku 1905, při druhém proběhla velká modernizace, která začala bezprostředně po ukončení oprav v roce 1905 a trvala do konce roku 1907. Do služby se loď vrátila na dva roky, než byla v roce 1909 vyřazena ze služby a umístěna do záložní divize. Další tři roky se účastnila cvičení floty.
Po vypuknutí první světové války v srpnu 1914 byl Kaiser Barbarossa spolu se sesterskými loděmi mobilizován a sloužil u pobřežní obrany u V. bitevní eskadry v Severním a Baltském moři. Během války do bojů nezasáhl a kvůli nedostatku posádek byly lodě v únoru 1915 staženy z aktivní služby a odsunuty na vedlejší úkoly. Kaiser Barbarossa byl po většinu roku 1915 používán jako torpédový terč a poté strávil zbytek války jako vězeňská loď ve Wilhelmshavenu. Po skončení války v roce 1918 byl Kaiser Barbarossa vyřazen ze služby a prodán do šrotu. V letech 1919–1920 byla loď rozebrána.